# Пещерные города и монастыри Крыма
«Пещерные города» Крыма — условное название вырубленных в скалах пещерных комплексов Крыма с помещениями культового, хозяйственного или жилого назначения, которые сочетаются с многочисленными наземными сооружениями (жилые дома, общественные здания, оборонительные укрепления). Эти крепости, города и монастыри расположены в недоступных горных местах с отвесными обрывами над горными долинами рек Альмы, Качи, Бодрака и Бельбека.

## Геологическая информация
Древняя, идущая от киммерийцев и тавров, традиция строительства пещерных поселений и укреплений (т. н. исаров) в горных массивах Крымских гор обязан своим возникновением прежде всего природно-климатическим и геологическим условиям, которые обеспечивали возможности выгодного расположения подземных объектов и относительно легкого проведения выработок в устойчивых породах.
В конце палеозойской эры на территории Крыма земная кора стала устойчивой и жесткой, образовалась Скифская платформа. В триасе и юре в нескольких прогибах накапливались осадочные породы (глины, песчаники), образовав толщу типа «слоистого пирога» — так называемую таврическую серию. Параллельно происходила магматическая деятельность. В юре горные породы были смяты в складки, магматическая деятельность восстановилась (субвулканические интрузивы горы Кастель, Чамни-Бурун, Аю-Даг, водораздел рек Альма и Бодрак). В средней юре накапливались песчаные и глинистые осадки, которые сопровождались вулканизмом (гора Кара-Даг — потухший вулкан). В начале верхнеюрского периода возникла складчатость, которая в основном сформировала структуру Крымских гор, размыв которых привел к образованию конгломератов. В узком и длинном прогибе накапливался известковый ил (известняки верхней части Главной гряды Крымских гор). В меловом периоде состоялся последний этап вулканизма, возникли отложения теригенно-известнякового материала (пески, глины, известняки, мел, мергель). В палеогене и нижнем неогене откладывались известняки. В середине неогена (10-12 млн. лет назад) Крым стал суше и был поднят примерно на 1 км (яйлы главной гряды). В меловом периоде кончился процесс смятия слоев горных пород в складки. Потом эрозионная деятельность рек привела к формированию речных долин и горных участков, параллельных друг другу. Так от Главной гряды отделились Внутренняя (высотой до 740 м) и Внешняя (до 340 м) горные гряды.

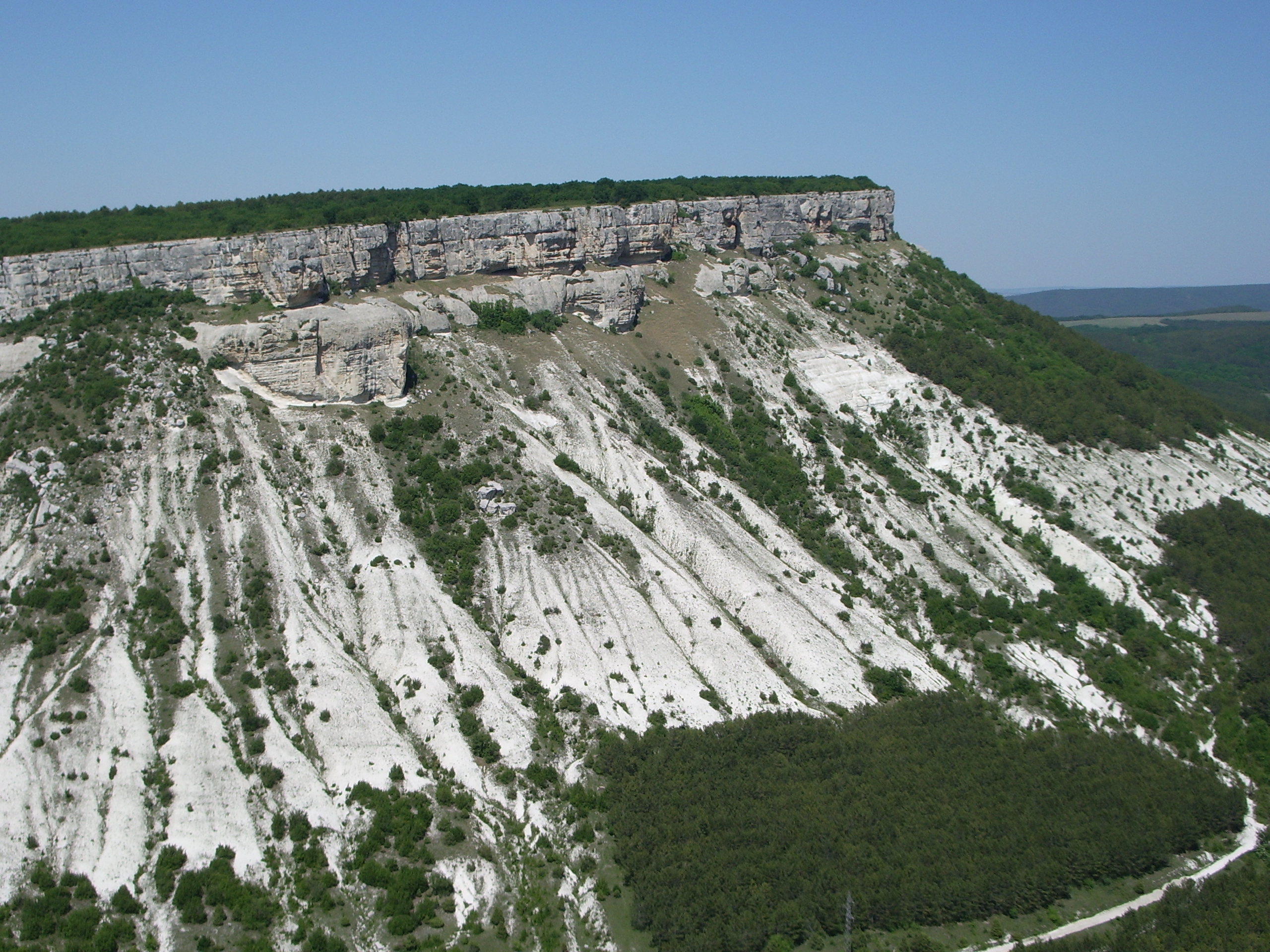
Куэсты горы Беш-Кош. Чуфут-Кале. Бахчисарай. Крым.

Таким образом, Крымский полуостров составлен несколькими структурными этажами пород: первый — складчатые палеозойские метаморфические сланцы, второй — уплотненные глины и песчаники таврической серии с массивами магматических глубинных пород, третий — верхнеюрские известняки (высокогорные яйлы), четвертый — известняки, пески, глины и мергели меловой, палеогеновой и неогеновой систем.
Древние пещерные города находятся в границах четвертого структурного этажа Внутренней гряды Крымских гор. Здесь породы залегают моноклинально (падение пород на север под углом 10-11 градусов), образуя на поверхности куэсты (холмы высотой в несколько сотен метров с пологим северным склоном и крутым южным). При этом внутренняя часть этой гряды сложена мелово-палеогеновыми отложениями, внешняя — палеогеновыми. Известняковые залежи самые подходящие для проведения в них подземных выработок. Они, как правило, образуют мощные однородные слои, которые не имеют тонкой слоистости и трещиноватости, характерных для обломочных пород, формируя сплошной устойчивый массив вокруг подземных выработок. Благодаря физико-механическим свойствам этих известняков, проходка в них выработок не требует больших усилий и может выполняться с помощью традиционных инструментов (кирка, зубило, молотки). Кроме того, известняковые слои расположены на вершине куэст, что обеспечивает труднодоступность выработок и возможность их использования в качестве хранилищ. Очень важным является то, что толщу известняков подстилают мягкие мергели, которые образуют под отвесными утесами пологие склоны, поросшие лесом. Это создает условия для возникновения многочисленных источников воды.

## Традиции подземного строительства на Крымском полуострове
С давних времен племена, населявшие Крым, использовали естественные преимущества ландшафта для обеспечения потребностей жилья, хранилищ, обороны от врагов, религиозного культа. По описаниям Страбона и Плиния, именно здесь обитали дикие троглодиты (с древнегреческого: жители пещер), которых, при всей условности показаний, можно считать причастными к созданию подземного строительства.
Традиция сооружения пещер (камер различного назначения) существовала среди местного населения начиная от мегалитических культур (ІІІ-ІІ тыс. к н. э) до XIX века, причем, по мнению Бертье-Делагарда и других исследователей, она никогда не прерывалась.
Изучение пещерных городов свидетельствует, что некоторые из выработок многократно перерабатывались и дополнялись, а новые подземные города порой возникали на месте древних поселений. Распространены камеры имеют обычно две обособленные во времени формы сечения: близкую к четырехугольнику (с грубой оконтовкой стен) и сводчатую. На контуре сводчатых выработок сохранились следы проходческих инструментов, причем достаточно большое расстояние между бороздами свидетельствует о удобные условия разрушения известнякового массива. Интересной особенностью является перекрестные направления действия разрушительного инструмента, которые образуют на стенах своеобразный узор.
История развития пещерных городов связана с миграцией оседлого населения с предгорья в горы после гуннской нашествия. В V–VI ст. в горный Крым переместился и главный торговый путь из степей в Херсонес. На пути следования торговых караванов выросли Чуфут-Кале, Эски-Кермен, Мангуп, Каламита. Общность интересов Византии и местного населения относительно обороны рубежей империи, что способствовало созданию «передовой линии укреплений» (Прокопий Кесарийский), и дополнило пещерные города неприступными крепостями. Распространения пещерных монастырей (VII–IX ст.) связано с бегством в Крым монахов из Малой Азии и Греции (времена иконоборчества, захвата и конфискации имущества опальных монастырей метрополии).

## Исследование пещерных городов Крыма

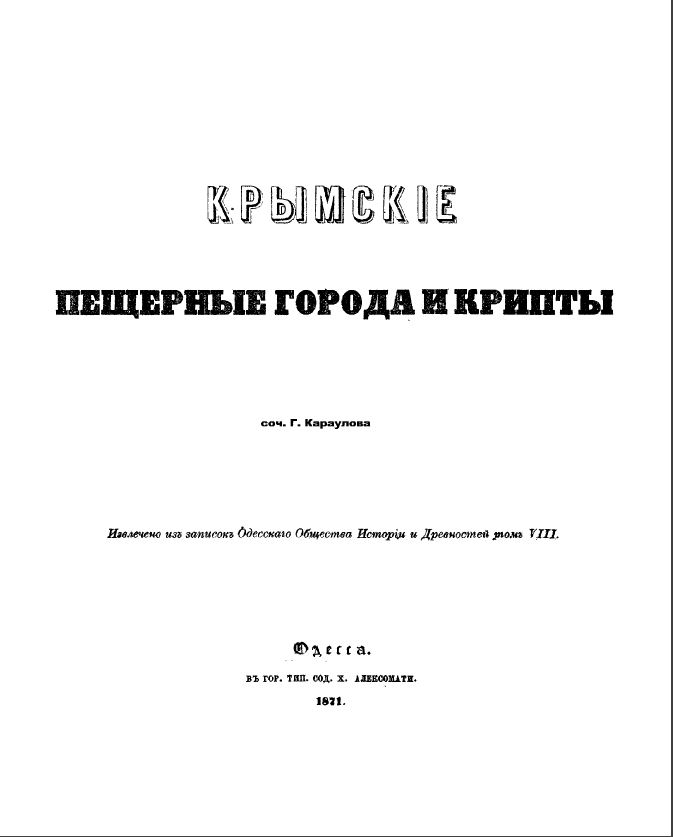
Караулов Г. Э. Крымские пещерные города и крипты. Одесса, 1871 год

Первое обстоятельное описание пещерных городов составил в 1578 году Мартин Броневский, посол польского короля Стефана Батория к татарскому хану. После турецкого завоевания эти города были разрушены и находились в упадке. Почти не осталось письменных свидетельств об этих городах. Подробную информацию о пещерных городах можно встретить у турецкого путешественника XVII века Эвлия Челеби. Первое научное исследование проводит академик П. С. Паллас. Существует также шеститомное описание Крыма и Кавказа, сделанное швейцарским путешественником Дюбуа де Монтпере (включает богатый атлас рисунков пещерных городов). Выводом исследований многих ученых об охранительной роли пещерных городов могут служить слова Г.  Ковалевского: «...они сохранили в своих изолированных гнездах древние и своеобразные реликты прошлого — обломки человеческих рас, языков, старые хозяйственные формы, обычаи, быт, остатки растительного и животного мира».

## Классификация пещерных городов Крыма
Средневековые пещерные города были построены в V—X веках на т. н. столовых (плоских) массивах Внутренней гряды Крымских гор. Название «пещерные города» — условная, поскольку их застройка состояла из жилых наземных сооружений и многочисленных высеченных в скалах помещений оборонительного, хозяйственного, погребального и культового характера.
Исследователи выделяют «три группы» пещерных городов Крыма.
- К первой относят самые большие по площади поселения Эски-Кермен, Мангуп, Чуфут-Кале и Кыз-Кермен.

- Вторая группа — хорошо укрепленные крепости (т. н. исары), занимающие небольшую территорию (до двух гектаров). Это пещерные города: Каламита (Инкерман), укрепления на мысе Тешкли-Бурун, Сюйреньская крепость, Тепе-Кермен, Кыз-Куле укрепления Бакла — можно отнести к категории цитаделей или феодальных замков. Здесь на большой защищенной оборонительными стенами территории городским кварталам отведена только часть, что примыкает к главной участка обороны, где находились городские ворота. Остальные части территории лишена сооружений и даже отгороженная от города внутренней стеной, необоронительного характера. Это внутреннее пространство в мирное время мог служить рыночным майданом, местом стоянок караванов, а в военный — местом загона для скота или местом укрытия сельского населения ближайшей округи.
- Третья группа — пещерные монастыри, которые также несли для округи оборонительные функции: Инкерманский, Успенский в Марьям-Дере, Шулдан(-Коба), Челтер-Коба, Качи-Кальон, Чилтер-Мармара.

| Города-крепости | |                    |
| Название (Перевод) | Краткая историческая справка | Изображение города |
| Эски-Кермен (Старая крепость) | - Город основан, как предполагают, скифо-сарматами. - V—XIII ст. — готская крепость. - 787 г. один из очагов восстания против хазар во главе с св. Иоанном епископом Готским. - В VII ст. хазары подавили восставший город и разрушили всю систему его обороны. - 1299 г. город окончательно разгромлен ордами Ногая. |                    |
| Мангуп-Кале (Злосчастное (?) город-крепость. «Манкуп» с тюрк. — злосчастный, поскольку турки потеряли много воинов при штурме крепости, принадлежавшей готскому княжеству Феодоро. Однако у исследователей нет единого мнения относительно происхождения названия Мангуп). | - V ст. — основания алано-готы города Взрос; столица страны Дори — Крымской Готии. - VI ст. — центр Готской епархии в Крыму. - Конец VII ст. — хазарская крепость. - VII ст. — антихазарское восстание во главе со Св. Иоанном епископом Готским. - XIII — сэр. XV ст. Феодоро — столица поздневизантийского княжества с одноимённым названием, которое контролировало Юго-западный Крым. - 1475 г. Мангуп-кале — перестроена турецкая крепость. - 1475—1774 рр. Мангуп был центром кадылыка (округ ханства). - 1790 г. Поселение покинули последние жители — община караимов.                                                           |                    |
| Чуфут-Кале (Еврейская крепость) | - VI—VII ст. аланская крепость Фулла — Высокое гнездо; - XIII века. независимое княжество Кырк-Ер - XIII ст. Гевхер-Кермен — Крепость драгоценностей - Чуфут-Кале носит название с XIV ст., когда ногайский бей Яшлав переселил сюда караимов - 1852 г. — город покинули последние жители |                    |
| Кыз(Коза)-Кермен (Нет единой точки зрения. Кыз-, Кир — или Коз-Кермен — с тюрк. «Кыз» — девушка (Девичья крепость); «Кир» — холм, возвышенность; поле, степь (Крепость на холме); «Коза» — глаза — Сторожевая крепость)                                                    | - I ст. к н. э. III ст. н. э. — скифское поселение - V—IX ст. — алано-готская крепость - IX ст. — разрушена хазарами |                    |
| Цитадели, укреплённые замки | |                    |
| Каламита (Тростниковое) | - VI — основана местными жителями - XIV—XV ст. — крепость защищала Авлиту — торговый порт Мангупского княжества - 1434 г. — сожжен генуэзцами - 1475 г. XVIII века. — турецкая крепость Инкерман, в которой жили также татары, греки и армяне |                    |
| Укрепления на мысе Тешкли-Бурун (Дырявый мыс) | Поселения VI—VIII ст. (см. Мангуп) |                    |
| Сюйреньская крепость (крепость у села Сюйрень. Из тюрк. «Сюйрень» — место проведения конных скачек во время праздников) | - V—VI ст. — основания крепости - Конец XIV ст. — город пришел в упадок, вероятно, после вторжения войск Тамерлана. |                    |
| Тепе-Кермен (Крепость на горе) | - V—VI ст. — основания крепости - XII—XIV ст. — расцвет Тепе-Кермен - Конец XIV ст. — город пришел в упадок, вероятно, после вторжения войск Тамерлана. |                    |
| Кыз(Коза)-куле (Девичья (Дозорная) башня) | - X—XI ст. — возникновения замка, вероятно, после разрушения оборонительных сооружений Эски-Кермена - XIV ст. — гибель крепости от пожара |                    |
| Укрепления Бакла | - VI ст. — основания крепости - Развитие целого комплекса: укрепление, поселок и монастырь - Конец XIII ст. крепость погибла во время татаро-монгольского вторжения в Крым |                    |
| Пещерные монастыри | |                    |
| Инкерманский пещерный монастырь (с тюрк. Пещерная крепость) | - И ст. — по преданию, первый пещерный храм в Инкермане высек третий епископ Рима св. Клемент, сослан за проповедь христианства в Крыму, где основал небольшую общину. - В VIII веке. возникает пещерный монастырь - В 1778, после переселения христиан из Крыма, монастырь остается заброшенным - 1850 — монастырь восстановлен - закрытый советской властью в 1931 - вновь восстановлен в 1991 |                    |
| Успенский монастырь в Марьям-Дере (По названию бывшего древнего греческого поселения Мариамполь (Город Девы Марии); и тюрк. «дерет» — ущелье). | - Конец VIII ст. (XII в.) — основания монастыря в древнем греческом селении Мариамполь - XIV ст. — после захвата Крыма золотоордынцами становится центром православия и резиденцией митрополита. - 1778 г. — после переселения христиан в Приазовье монастырь опустел, икону Богоматери Одигитрии греки вывезли в Мариуполь. За монастырем по мере сил присматривал специально присланный малоазийский священник - С 1783 г., после присоединения Крыма к России сюда начали приходить на молебен бахчисарайские греки. - 1850 г. — основание Успенского скита - 1921 г. — закрытие монастыря - 1993 г. — возрождение мужского монастыря |                    |
| Шулдан(-Коба) (с греческого и крымскорумейского, вероятно, Пещера-ласточка /вариант — неприступное место) | - VIII—IX ст. (или X—XII в) — основания монастыря - XIII ст. монастырь, вероятно становится резиденцией митрополита Готской епархии - Конец XV — начало XVI ст. — упадок - В начале 2000-х восстановлен скит |                    |
| Челтер-Коба (Оградительные Пещеры, из тюрк. «Чилтер» — деревянная решетка, перегородка, решетки и «Коба» — пещера) | - XII ст. — основания монастыря - XIII ст. — разрушения татаро-монголами - с начала 2000-х работает маленький скит |                    |
| Качи-Кальон (Келья на реке Каче (с тюрк. «Качи» мужское имя (из туркменской — плотина?) и «Кало» с греческого — добро или «Келли» — келья) | - VI ст. — основания поселения - IX ст. — возникновение монастыря - XIII ст. — разрушения татаро-монголами. - 1850 г. — основания скита св. Анастасии. Источник в гроте стал местом паломничества. Восстановление старой церкви, возведение новой во имя св. Анастасии. - 1921 г. — закрытия монастыря большевиками - 2005 — восстановленный скит св. Анастасии. |                    |
| Чилтер-Мармара (Оградительные Мраморные Пещеры) | - VIII—IX ст. (или X—XII в) — основания монастыря - Конец XV — начало XVI ст. — упадок |                    |